# Gustavo Lozano-Contreras
Gustavo Lozano-Contreras (Gustavo Lozano) ( 1938 - 2000) fue un botánico colombiano.
Desarrolló su carrera como Botánico y profesor, en el Instituto de Ciencias Naturales de la Universidad Nacional de Colombia.
Publicó con Eduino Carbonó la presencia de 125 especies botánicas endémicas de la Sierra Nevada de Santa Marta.
Fue director del Departamento de Biología, Facultad de Ciencias, Universidad Nacional de Colombia, sede Bogotá.

## Algunos escritos científicos
- Fernández Alonso, J.L., Wasshausen, D.G., Lozano Contreras, G., González Garavit, F. BIGNONIÁCEAS, LENTIBULARIÁCEAS. ACANTÁCEAS, PLANTAGINÁCEAS, CAPRIFLORÁCEAS Y VALERIANÁCEAS (Tomo XLI). Agencia Española de Cooperación Internacional para el Desarrollo.

- -----, -----. 1996. Hallazgo de la familia Hamamelidaceae en Suramérica y descripción de una nueva especie de Matuidaea de Colombia. (The discovery of Hamamelidaceae in South America. Description of a new species of Matudaea from Colombia). Rev. Academia Colombiana de Ciencias Exactas, Físicas y Naturales, Vol. XX, N.º 78.

- -----, -----, Ruiz Rodges, N., González, F. 1994. Hallazgo de "Oreomunnea" (Juglandaceae) en Suramérica y descripción de una especie nueva de Colombia. Anales del Jardín Botánico de Madrid. Vol. 52, N.º 1.

- La abreviatura «Lozano» se emplea para indicar a Gustavo Lozano-Contreras como autoridad en la descripción y clasificación científica de los vegetales.[1]

Bogotá, 22 de mayo de 1938 - Bogotá, 10 de julio de 2000
El profesor Lozano estudió en la Universidad Nacional de Colombia, donde recibió el grado de botánico en 1965. Desde entonces se desempeñó como docente de la Universidad Nacional en el departamento de Biología entre 1965 y 1975, y en el Instituto de Ciencias Naturales desde 1975 hasta su fallecimiento.
Como profesor, formó nuevas generaciones de botánicos y ecólogos. El profesor lozano fue también director del Departamento de biología, director del Herbario Nacional de Colombia y jefe de la sección de Botánica del Instituto de Ciencias Naturales. En este periodo fue crucial para la consolidación académica de estas instituciones.
Sin duda alguna, el profesor Lozano fue uno de los mejores conocedores de la Flora de Colombia. Explorador de prácticamente todos los ecosistemas de nuestro país, colectó y estudió rigurosamente miles de plantas. Como resultado, dejó plasmado su conocimiento en varios libros y en numerosas publicaciones en revistas colombiana y extranjeras. Son notables los nuevos hallazgos y contribuciones en el conocimiento de las familias Bromeliaceae, Campanulaceae, Fagaceae, Hamamelidaceae, Junglandaceae, Magnoliacieae, Melastomataceae, y Metteniusaceae, entre otras. Además fue pionero de la ecología de robledales y de páramos.
Sus publicaciones, sus colecciones y cada una de sus identificaciones en el herbario Nacional Colombiano, son legados valiosos para las nuevas generaciones de botánicos colombianos. Todas estas contribuciones originales han enriquecido significativamente las discusiones a nivel internacional acerca de la sistemática y la biogeografía de las plantas tropicales.
Fuente: Favio Gonzales. Gustavo Lozano-Contreras In Memoriam. Caldasia, noviembre de 2001. 23 (2): 343 - 344.